# Wie je droomt ben je zelf
Wie je droomt ben je zelf is een Nederlandstalige jeugdroman, geschreven door Paul Biegel en uitgegeven in 1977 bij Uitgeverij Holland in Haarlem. Het boek, waarvan de eerste editie geïllustreerd werd door Carl Hollander, was het kinderboekenweekgeschenk voor de Kinderboekenweek 1977, dat dromen als thema kende.